# Caecidotea cyrtorhynchus
Caecidotea cyrtorhynchus is een pissebed uit de familie Asellidae. De wetenschappelijke naam van de soort is voor het eerst geldig gepubliceerd in 1972 door Fleming & Steeves.